# Trachymyrmex
Trachymyrmex is een geslacht van vliesvleugelige insecten van de familie Mieren (Formicidae).

## Soorten
- T. agudensis Kempf, 1967
- T. arizonensis (Wheeler, W.M., 1907)
- T. atlanticus (Mayhé-Nunes & Brandão, 2007)
- T. bugnioni (Forel, 1912)
- T. carib Weber, 1945
- T. carinatus Mackay & Mackay, 1997
- T. cirratus Mayhé-Nunes & Brandão, 2005
- T. compactus Mayhé-Nunes & Brandão, 2002
- T. cornetzi (Forel, 1912)
- T. desertorum (Wheeler, W.M., 1911)
- T. dichrous Kempf, 1967
- T. diversus Mann, 1916
- T. echinus Weber, 1938
- T. farinosus (Emery, 1894)
- T. fiebrigi (Santschi, 1916)
- T. gaigei (Forel, 1914)
- T. guianensis Weber, 1937
- T. haytianus (Wheeler, W.M. & Mann, 1914)
- T. holmgreni Wheeler, W.M., 1925
- T. iheringi (Emery, 1888)
- T. intermedius (Forel, 1909)
- T. irmgardae (Forel, 1912)
- T. isthmicus Santschi, 1931
- T. ixyodus Mayhé-Nunes & Brandão, 2007
- T. jamaicensis (André, 1893)
- T. kempfi Fowler, 1982
- T. levis Weber, 1938
- T. mandibularis Weber, 1938
- T. nogalensis Byars, 1951
- T. oetkeri (Forel, 1908)

- T. opulentus (Mann, 1922)
- T. papulatus Santschi, 1922
- T. phaleratus Wheeler, W.M., 1925
- T. pomonae Rabeling & Cover, 2007
- T. pruinosus (Emery, 1906)
- T. relictus Borgmeier, 1934
- T. ruthae Weber, 1937
- T. saussurei (Forel, 1885)
- T. septentrionalis (McCook, 1881)
- T. smithi Buren, 1944
- T. squamulifer (Emery, 1896)
- T. tucumanus (Forel, 1914)
- T. turrifex (Wheeler, W.M., 1903)
- T. urichii (Forel, 1893)
- T. verrucosus Borgmeier, 1948
- T. wheeleri (Weber, 1937)
- T. zeteki Weber, 1940